# 坂口香津美
坂口 香津美（さかぐち かつみ）は、日本の映画監督。鹿児島県種子島出身。

## 来歴
鹿児島市立玉龍高等学校から、早稲田大学社会科学部に進学、のち中退。大学中退後は様々な職業を遍歴、1985年からテレビのフリーのディレクターとしてドキュメンタリー番組等の企画演出を行う。若者や家族をテーマに、これまでに200本以上のテレビドキュメンタリー番組を制作している。2000年、プロデューサーの落合篤子と映像製作会社スーパーサウルスを設立（以降、全作品を共同制作）。
2000年、最愛の妹を喪い、閉ざされた世界に生きるひきこもりの青年の自立への芽生えを描いた『青の塔』で映画監督デビュー。2003年、加害少年の罪との出会いを見つめた『カタルシス』を監督。音楽は池辺晋一郎。ヴァイオリンを弾く少女役で出演し、音楽も演奏した神尾真由子（当時1６歳）はその後、2007年6月、第13回チャイコフスキー国際コンクールヴァイオリン部門で優勝。『青の塔』『カタルシス』ともに日本とドイツで劇場公開された。
8年間のブランクを経て、2011年1月、3作目の劇映画『ネムリユスリカ』を監督（撮影も）、性犯罪により生まれた少女と、その家族の絶望と再生を描く。ピアノを弾く少女役で出演し、音楽も演奏したピアニストの小林愛実（当時15歳）はその後、2015年ショパン国際ピアノコンクールのファイナリストに。「恐ろしいほどダークな作風の傑作。驚くほど破壊的で残酷なストーリーだが、同時に見事なまでに完成されていて、不穏に心を掻き乱す、観る価値のある問題作である」 (Screen International) 「病的なまでに美しい映画だ。独自のアプローチ方法を模索している映画作家たちにとって本作は、優れた手本となり得るだろう」（ロッテルダム国際映画祭）など海外メディアや海外映画祭から絶賛された。ロッテルダム国際映画祭、シカゴ国際映画祭、レインダンス映画祭正式招待。2011年11月渋谷のシアターイメージフォーラム、2012年2月、大阪のシネ･ヌーヴォにて公開（配給：ゴー・シネマ）、2012年8月DVD発売（発売：オンリー･ハーツ）。
2012年2月、国際交流基金ロンドン日本文化センター企画「国際交流基金巡回映画上映会 (The Japan Foundation Touring Film Programme) 」にて『ネムリユスリカ』 (Sleep) 上映。
「シネマオリジナル脚本を使った現代日本の映画」（“Whose Film Is It Anyway?　 Contemporary Japanese Auteurs”）がテーマ。
英国5都市にて上映。Institute of Contemporary Arts(ICA) （ロンドン）、Showroom Workstation（シェフィールド）、Glasgow Film Theatre（グラスゴー）、Queen’s Film Theatre（ベルファースト）、Watershed（ブリストル）。
2012年2月14日、BBC World "The Strand" 出演。
2009年2月から2011年2月、初のドキュメンタリー映画『夏の祈り（Atomic Bomb Home）』を監督・撮影。語り：寺島しのぶ、ピアノ：小林愛実、フルート：新村理々愛。原爆投下から65年後の被爆地・長崎の絶望、再生、祈りを過去と現在を交錯させて描く映像詩を完成。2012年8月から長崎市の長崎セントラル劇場、渋谷のアップリンク、横浜市の横浜ニューテアトル、盛岡市のルミエール、長野市の長野松竹相生座、名古屋市の伏見ミリオン座、大阪市のシネ・ヌーヴォ、鹿児島市のガーデンズシネマにて公開（配給ゴー・シネマ）。2013年ウラニウム国際映画祭正式招待、リオ・デジャネイロ現代美術館にて上映。2014年7月DVD発売（紀伊國屋書店）。
2014年、ドキュメンタリー映画『抱擁』を監督・撮影。長女と夫を喪った高齢女性（坂口監督の母親）の心の再生と希望への旅路を描く作品。2014年10月、第27回東京国際映画祭・日本映画スプラッシュ部門公式出品(ワールドプレミア）。2015年4月14日　日本外国特派員協会(有楽町）にて、映画『抱擁』上映会および記者会見が行われた。（登壇：坂口香津美監督、落合篤子プロデューサー、司会：キャレン・セバンズ（日本外国特派員協会フィルム・キュレーション・ディレクター）、通訳：今井美穂子）
2015年4月、シアター・イメージ・フォーラム（東京・渋谷）にてロードショー。以降、6月シネ・ヌーヴォ(大阪）、7月ガーデンズシネマ（鹿児島）、7月名古屋シネマテーク（愛知）10月神戸アートヴィレッジセンター（神戸）にて公開。
2015年9月、津波で家族を失った幼い姉妹の７日間の物語を描く、劇映画『シロナガスクジラに捧げるバレエ』（サイレント映画、音楽・海野幹雄、新垣隆）がユーロスペース（東京・渋谷）にて公開。
2015年10月、「抱擁」にて平成27年度文化庁映画賞（文化記録映画部門文化記録映画優秀賞）受賞。
2015年11月-12月、「文化庁映画賞受賞記念　坂口香津美監督特集」としてポレポレ東中野（東京）にて、「抱擁」「シロナガスクジラに捧げるバレエ」が公開。
2015年12月、種子島にて「抱擁」上映会。12月20日（種子島こりーな）、21日（南種子町福祉センター大ホール）、2016年1月11日（鹿児島県西之表市市民会館）。
2016年3月シンガポール、ビジュアル・アーツ・センターObjectifsにて上映特集”Stories That Matter”「抱擁」上映と「ドキュメンタリーの作法と効用」についてワークショップ。
2016年6月「抱擁」ゆふいん文化・記録映画祭正式招待。
2016年7月鹿児島ガーデンズシネマにて「抱擁」（アンコール上映）、「シロナガスクジラに捧げるバレエ」公開。
2016年6月、自殺未遂者を保護救出する女性と家族の物語「曙光」（主演　黒沢あすか）を監督・撮影。 2018年10月アップリンク渋谷にて公開。2019年2月沖縄ゆいロードシアター、3月大阪シアターセブン、4月名古屋シネマテークにて公開。
2016年7月、海辺の子どもホスピスを舞台にした３人の少女たちの心の旅「海の音」を監督・撮影。
2020年、ハンセン病の夫婦の静かなる闘いを描くドキュメンタリー映画「凱歌」を監督・撮影。2020年11月～シアターイメージフォーラム（東京）、京都シネマ（京都）、名古屋シネマテーク（愛知）、シネ・ヌーヴォ（大阪）アップリンク吉祥寺（東京）、刈谷日劇（愛知）にて公開。

## 監督作品

### 長編映画
- 『青の塔』（英題Blue Tower ／2000年製作／2004年公開 ／脚本・監督・編集）

ヒューストン国際映画祭招待コンペティション部門 Silver Award受賞
ウィーン国際映画祭招待
ミラノ国際映画祭招待GROVE CINEMA部門
イラン・ロッシュド国際映画祭招待コンペティション部門
カルカッタ国際映画祭招待WORLD CINEMA部門
カイロ国際映画祭招待FESTIVAL OF FESTIVAL部門
マルデルプラタ国際映画祭招待POINT OF VIEW部門
インド・ケララ国際映画祭招待WORLD CINEMA部門
ウルグアイ国際映画祭招待コンペティション部門
フランクフルト国際映画祭招待
- 『カタルシス』（英題Catharsis／2002年製作／2003年公開／脚本・監督・編集）

作曲・池辺晋一郎、特別出演、バイオリン演奏・神尾真由子
ミュンヘン国際映画祭招待
ウィーン国際映画祭招待
大阪ヨーロッパ国際映画祭招待　
- 『ネムリユスリカ』（英題Sleep／2011年製作／2011年11月公開／脚本・監督・撮影・編集）

特別出演、ピアノ演奏・小林愛実
ロッテルダム国際映画祭招待スペクトラム部門
シカゴ国際映画祭ワールドシネマ部門
レインダンス映画祭
- ドキュメンタリー映画『夏の祈り』(英題Atomic Bonb Home／2012年製作／2012年8月公開／監督・撮影・編集）

語り・寺島しのぶ、ピアノ演奏・小林愛実、フルート演奏・新村理々愛。
ウラニウム国際映画祭
- ドキュメンタリー映画『抱擁』（英題Walking with My Mother／2014年製作／2015年4月下旬公開／監督・撮影・編集）

出演・坂口すちえ
2014年東京国際映画祭日本映画スプラッシュ部門
2015年ドイツ・ニッポンコネクション・ニッポンビジョン部門オープニング作品
2015年オランダ・カメラジャパンフェスティバル
2015年映画財団EYEInternational（オランダ）主催「90 Years of Japanese Cinema」
2015年度文化庁映画賞（文化記録映画部門文化記録映画優秀賞）受賞
2016年シンガポールObjectifs
2016年ゆふいん文化・記録映画祭
- 『シロナガスクジラに捧げるバレエ』（英題A Dance for Blue Whales／2015年製作／2015年9月公開／監督・脚本・撮影・編集）

出演・松下華菜、大久保妃織、新倉真由美、橘春花、坂口香津美、山下直、白樹栞
音楽・海野幹雄、新垣隆、チェロ・海野幹雄、ピアノ・新垣隆
- 『曙光』（英題Heartbeat／2016年製作／2018年10月公開／監督・脚本・撮影・編集）

主演・黒沢あすか
- 『海の音』2016年撮影 （2016年製作／2024年公開予定／監督・脚本・撮影・編集）

主演・太田黒蓮成
音楽・藤井一興（東邦音楽大学大学院教授）
演奏・藤井一興（ピアノ）、瀬川祥子（ヴァイオリン）
歌唱・日比啓子（東邦音楽大学大学院教授）
- ドキュメンタリー映画『凱歌』 （英題Songs of triumph／2020年製作／2020年11月公開／監督・撮影・編集）

日本映画ペンクラブ推薦
2021年バンコクドキュメンタリー映画祭

### テレビドキュメンタリー
- 山谷24時、医師と流浪の人々（1992年、TBS）
- 上野、望郷の街（1992年、TBS）
- メリークリスマス、福生24時（1992年、TBS）
- 12歳の少女（1993年、TBS）
- サーカスと少女の詩（1993年、TBS）
- 聞こえない、でもわたしは歌う（1993年、TBS）
- 祈り、世紀末、東京物語（1993年、TBS）
- 東京食べる人々（1993年、TBS）
- 東京走る人々（1993年、TBS）
- 東京24時、子供たちの歌（1993年、TBS）
- 東京物語1（1993年、TBS）
- 東京物語2（1993年、TBS）
- 熱狂、宝塚夢見る女たち（1993年、TBS）
- エイズ1993年、TBS）
- さあ、声を出してごらん!（1993年、TBS）
- 東京の5つ子（1993年、TBS）
- 尾崎豊、愛と蹉跌と死（1994年、TBS）
- 炎に魅せられた男（1993年、TBS）
- 熱狂、追っかけ夢見る女たち（1993年、テレビ東京）
- 幸せの靴を探して（1993年、TBS）
- 鎌倉、児童養護施設物語（1995年、TBS）
- 15歳、巣立ちのとき（1996年、TBS）
- 変身（1996年、TBS）
- 原宿物語（1996年、TBS）
- 南沙諸島、フィリピン15世紀謎の沈没船（1996年、TBS）
- 拒過食症・新しい扉の向こうへ（1996年、テレビ東京）
- 11人の少年少女、オーストラリア大陸横断6000キロの旅（1996年、パーフェクTV）
- 大家族スペシャル1（1996年、TBS）
- 北国の5つ子ちゃん（1997年、フジテレビ）
- 家族の愛が見えますか（1997年、テレビ東京）
- いじめの嵐を越えて～離島に渡った家族～（1997年、日本テレビ）
- 思春期漂流（1998年、フジテレビ）
- 大家族スペシャル2（1999年、TBS）
- 家族再生～母と子の旅～（1999年、フジテレビ）
- ルリカケスの唄（1999年、スカイパーフェクTV）
- 大家族スペシャル3（2000年、TBS）
- 5つ子ちゃんスペシャル1（2000年、フジテレビ）
- 大家族スペシャル4（2001年、TBS）
- 大家族スペシャル5（2001年、TBS）
- 5つ子ちゃんスペシャル2（2001年、フジテレビ）
- 北の大地の留学生（2002年、フジテレビ）
- 大家族スペシャル6（2002年、TBS）
- 日本一の大家族1（2003年、フジテレビ）
- 大家族スペシャル7（2003年、TBS）
- もう泣かない!長崎県の児童養護施設物語（2003年、フジテレビ）
- 愛と感動の大家族スペシャル(2003年、テレビ朝日)
- 日本一の大家族2（2004年、フジテレビ）
- 大家族スペシャル8（2004年、TBS）
- 母となる日のために—女子少年院—（2005年、TBS）
- 大家族スペシャル（2005年、フジテレビ）
- 御巣鷹ジャンボ墜落の女優と家族の21年（2006年、日本テレビ）
- 乳がんと闘う女医（2007年、日本テレビ）
- 大家族スペシャル9（2001年、TBS）
- 居場所をください～全寮制高等学校～（2008年、フジテレビ）
- 東京の大家族（2008年、フジテレビ）
- 血をこえて…“わが子”になった君へ（2008年、日本テレビ）ギャラクシー賞テレビ部門7月度月間賞
- かりんの家～親と暮らせない子どもたち～（2010年、日本テレビ）日本テレビ2010年2月月間最優秀賞、年間賞・優秀賞
- 居場所をください～熱血教師と傷だらけの子供たち（2010年、フジテレビ）
- 奈良の大家族(2011年、日本テレビ）
- 奈良の大家族２（2012年、日本テレビ）
- ひとつ屋根の下で～もうひとつの学校「はじめ塾」(2013年、テレビ朝日）テレビ朝日年間優秀賞
- 1年B組 全盲先生〜心で見つめた1年間〜（2015年、日本テレビ、ＮＮＮドキュメント14）
- 東京の限界集落 在宅療養の最前線（2017年、テレビ朝日、テレメンタリー）
- 小児がん余命宣告から18年 絶望から未来へ…夫との挑戦（2018年、フジテレビ）

## 著書
- 小説「閉ざされた劇場」読売新聞社 1994年